# Мёрс
Мёрс (нем. Moers, Mörs) — город в Германии, районный центр, ганзейский город, расположен в земле Северный Рейн-Вестфалия.
Подчинён административному округу Дюссельдорф. Входит в состав района Везель. Население составляет 103 487 человек (на 31 декабря 2020 года). Занимает площадь 67,68 км². Официальный код — 05 1 70 024.

## История
В Средние века Мёрс принадлежал графам фон Мёрс, находившимися в ленной зависимости от Клевского герцога, потом переходил из рук в руки, пока им не овладел Фридрих I, король прусский. По Люневилльскому миру Мёрс достался Франции, но по Парижскому миру он был возвращен Пруссии.

## Экономика
- Anlagentechnik GmbH

## Известные уроженцы и жители
- Терстеген, Герхард (1697—1769) — мистик, пиетист, духовный поэт
- Круммахер, Фридрих-Вильгельм (1796—1868) — богослов Реформации
- Эрхофф, Кристиан (1982) — хоккеист

## Фотографии

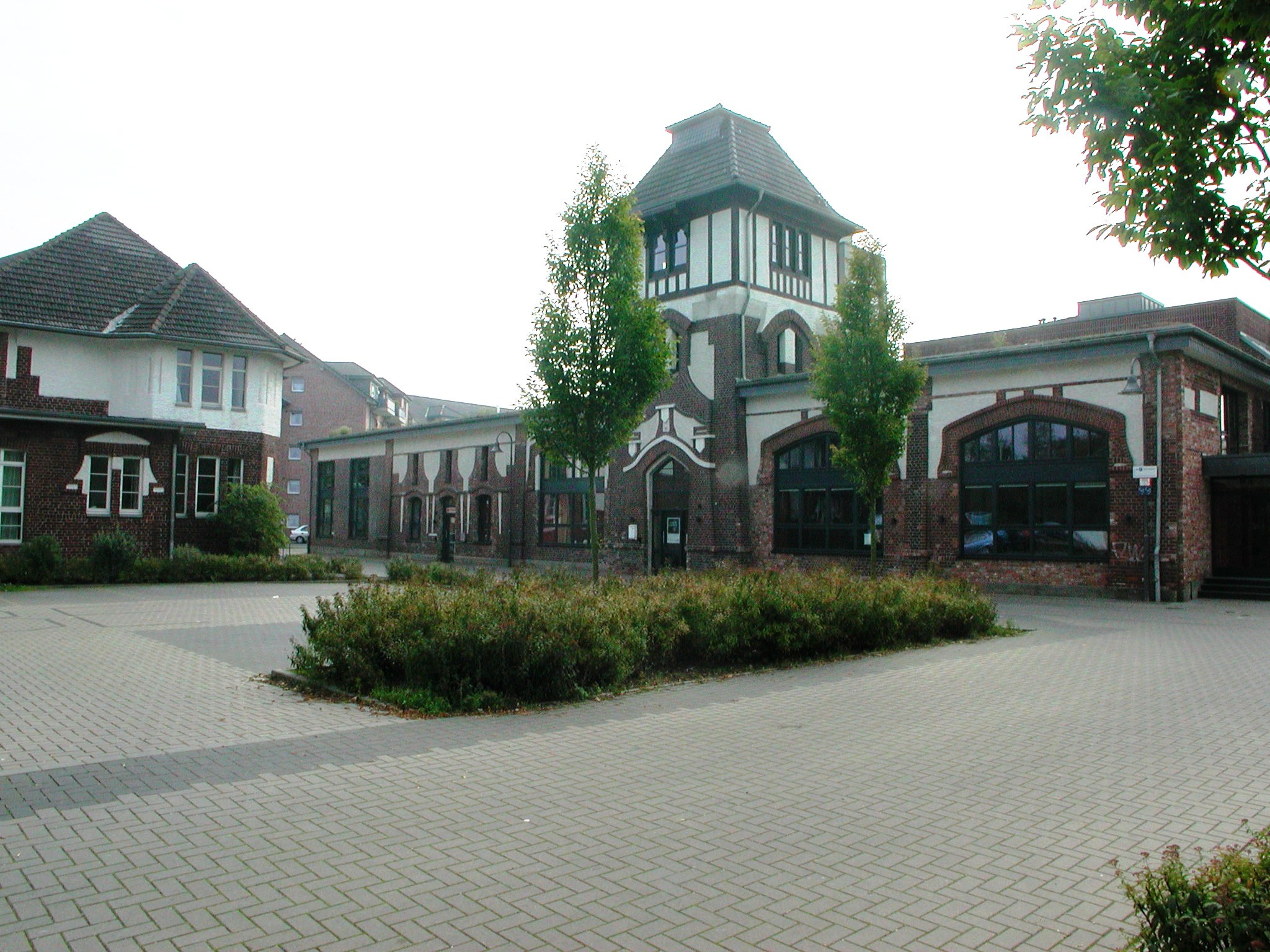
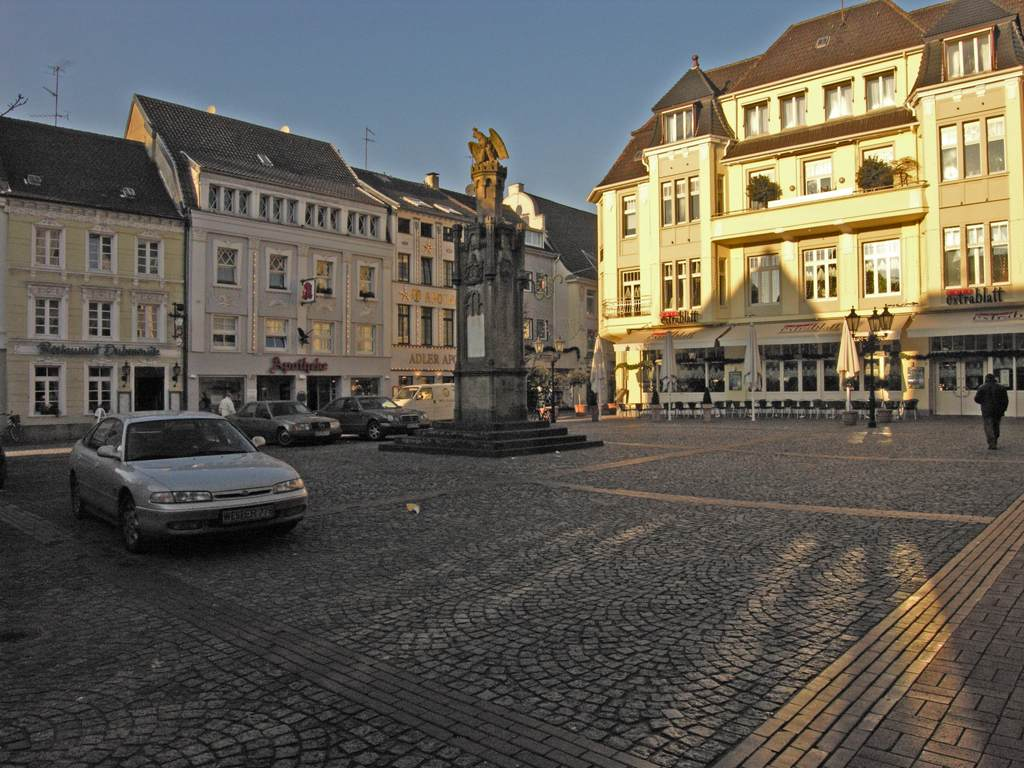
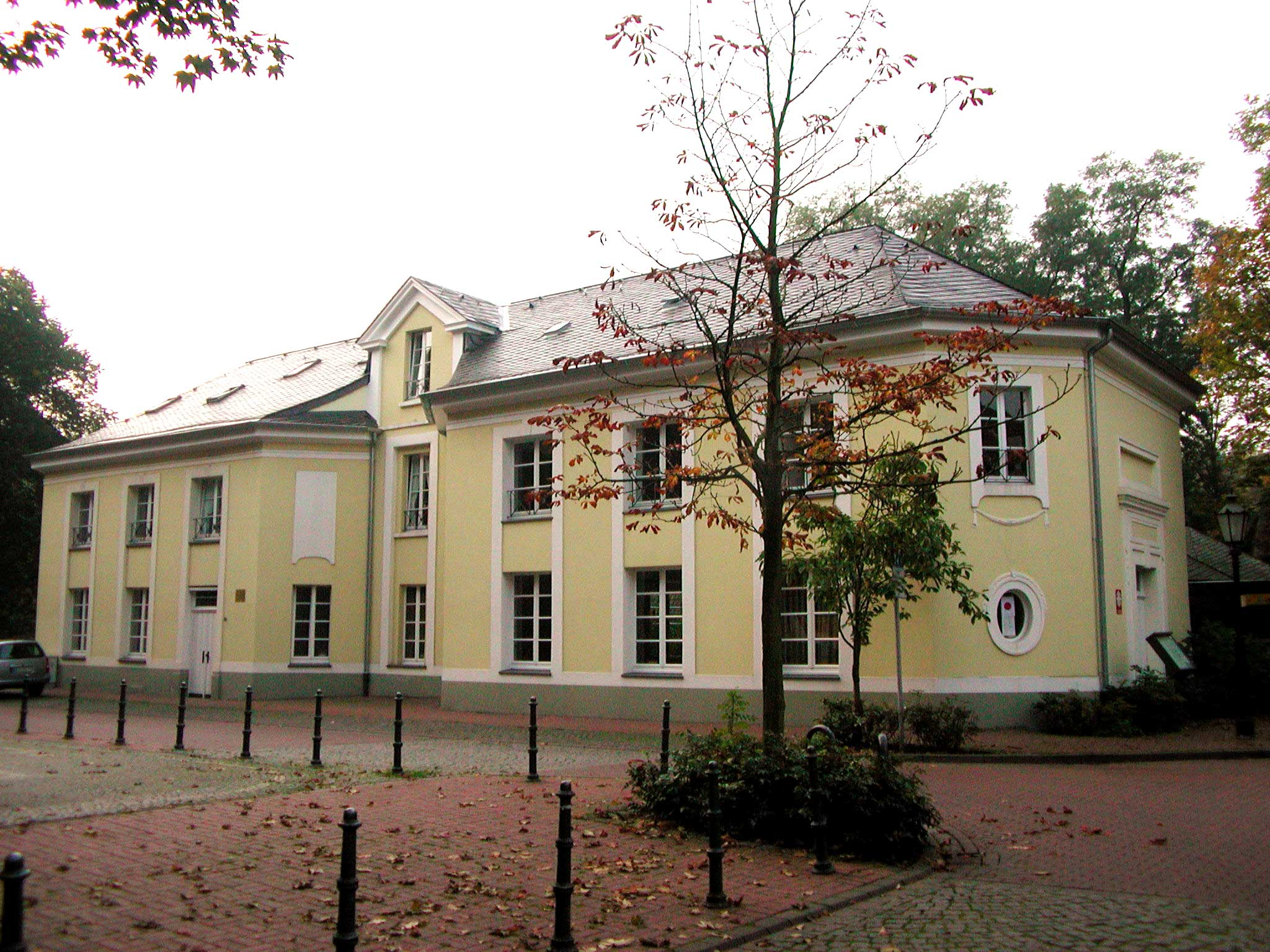

## Города-побратимы
- Мезон-Альфор,  Франция